# Greckoprawosławny kościół metropolitalny św. Jerzego w Sztokholmie
Greckoprawosławny kościół metropolitalny św. Jerzego (szw. Sankt Georgios Grekisk-Ortodoxa Metropolitkyrka) – katedra prawosławna w Sztokholmie. Główna świątynia metropolii Szwecji i całej Skandynawii Patriarchatu Konstantynopolitańskiego.
Obiekt jest położony przy zbiegu ulic Birger Jarlsgatan – Odengatan w sztokholmskim rejonie Vasastan w dzielnicy Norrmalm.
Świątynia ma status zabytku sakralnego według rozdz. 4 Kulturminneslagen (pol. Prawo o pamiątkach kultury), ponieważ została wzniesiona do końca 1939 (3 §).

## Historia
Kościół został zaprojektowany dla wyznawców Katolickiego Kościoła Apostolskiego w Szwecji przez architekta Andersa Gustafa Forsberga i wzniesiony przez P. Sundahla w latach 1889–1890.
Szwedzka wspólnota irwingianistów zanikła jednak z upływem czasu i kościół był nieczynny aż do lat 70. XX w., kiedy to przejęła go grecka społeczność prawosławna.

## Architektura
Kościół św. Jerzego został wzniesiony w stylu neogotyckim z czerwonej cegły maszynowej. Elementy dekoracyjne wykonano z szarego cementu. Okna i otwory drzwiowe są ostrołukowe. Od wschodu prezbiterium jest zamknięte pięcioboczną apsydą zaś od zachodu w fasadzie jest wieża z przykryta wysokim hełmem pokrytym blachą miedzianą. Również dach kościoła jest pokryty blachą.
Wnętrze kościoła jest jednonawowe, przykryte wysokim, neogotyckim sklepieniem o łagodnych łukach. Ściany nawy i apsydy są podzielone pilastrami i dekorowane drewnianymi panelami w stylu gotyckim. Podłoga jest drewniana. Okna są w typie gotyckim, szczeblinowe, w absydzie mają witraże z ornamentem roślinnym. W podobnym stylu utrzymane są też: ambona, drewniany ołtarz i balustrada oddzielająca prezbiterium od nawy.
Po przejęciu kościoła przez prawosławnych jego wnętrze zostało zaadaptowane do potrzeb liturgii wschodniej; zbudowano kamienny ołtarz i wstawiono ikonostas. Jednocześnie usunięto organy z empory zachodniej.